# Juan Ruiz Miralles
Juan Ruiz Miralles (Almería, 31 de julio de 1930-Almería, 6 de abril de 2015) fue pintor, político, escritor, deportista y empresario español.
Es considerado pionero en el uso de la opuntia penca o chumbera como parte esencial de sus obras enmarcadas en la corriente pictórica del expresionismo abstracto. Algunos de estos trabajos están presentes en varios de los museos de la provincia de Almería.
Sus habilidades pictóricas, además, abordaron otros géneros como el dibujo, la ilustración  y la pintura mural.
En su búsqueda de nuevas técnicas y nuevos espacios dentro del óleo, encontró en la chumbera almeriense su inspiración y la materia prima con la que realizar sus obras catalogadas dentro del expresionismo abstracto. Esta materia combinada con la incorporación de masas de color, lo lleva a encontrar nuevos cauces donde la evolución de su obra rompe con el principio de pintura natural como paisaje pintado, para representar y pintar con elementos de la propia naturaleza.

… mi obra no se parece a la Naturaleza, es la Naturaleza.
Juan Ruiz Miralles

## Biografía

### Infancia
Juan Ruiz Miralles nació el 26 de julio de 1930 en el barrio de Belén, un lugar próximo al barrio alto de la ciudad, en Almería capital. Nacido en el seno de una familia humilde, su padre, Juan Ruiz Sánchez, era peón de albañil y su madre, Antonia Mirallas Fernández (nacida en Olula de Castro-Almería) era una mujer sencilla que se caracterizaba por ser muy trabajadora. Aunque la fecha exacta del alumbramiento fue el 26 de julio, en toda la documentación del artista aparece como fecha oficial el 31 de julio de 1930, dado que la inscripción de nacimiento en el registro civil no se realizó hasta ese día. Además, cuando los padres atribuyeron sus apellidos a su hijo, hubo una errata, cambiando el apellido materno de Mirallas a Miralles, sustituyendo la letra a por la letra e y modificando así el apellido del artista y el de sus hermanos. Posteriormente, este apellido pasará a ser la firma del pintor en sus obras y por ende, su nombre artístico.
|  |                             |  |  |  |  |  |  |  |  |  |  |  |  |  |  |  |
|  | ?                           |  |  |  |  |  |  |  |  |  |  |  |  |  |  |  |
|  |                             |  |  |  |  |  |  |  |  |  |  |  |  |  |  |  |
|  |                             |  |  |  |  |  |  |  |  |  |  |  |  |  |  |  |
|  | Juan Ruiz Sánchez           |  |  |  |  |  |  |  |  |  |  |  |  |  |  |  |
|  |                             |  |  |  |  |  |  |  |  |  |  |  |  |  |  |  |
|  |                             |  |  |  |  |  |  |  |  |  |  |  |  |  |  |  |
|  | ?                           |  |  |  |  |  |  |  |  |  |  |  |  |  |  |  |
|  |                             |  |  |  |  |  |  |  |  |  |  |  |  |  |  |  |
|  |                             |  |  |  |  |  |  |  |  |  |  |  |  |  |  |  |
|  | Juan Ruiz Miralles          |  |  |  |  |  |  |  |  |  |  |  |  |  |  |  |
|  |                             |  |  |  |  |  |  |  |  |  |  |  |  |  |  |  |
|  |                             |  |  |  |  |  |  |  |  |  |  |  |  |  |  |  |
|  | Pedro Mirallas Carreño      |  |  |  |  |  |  |  |  |  |  |  |  |  |  |  |
|  |                             |  |  |  |  |  |  |  |  |  |  |  |  |  |  |  |
|  |                             |  |  |  |  |  |  |  |  |  |  |  |  |  |  |  |
|  | Antonia Mirallas Fernández  |  |  |  |  |  |  |  |  |  |  |  |  |  |  |  |
|  |                             |  |  |  |  |  |  |  |  |  |  |  |  |  |  |  |
|  |                             |  |  |  |  |  |  |  |  |  |  |  |  |  |  |  |
|  | Marcela Fernández Fernández |  |  |  |  |  |  |  |  |  |  |  |  |  |  |  |
|  |                             |  |  |  |  |  |  |  |  |  |  |  |  |  |  |  |
|  |                             |  |  |  |  |  |  |  |  |  |  |  |  |  |  |  |

En los años siguientes, Miralles tuvo dos hermanas, María (1933) y Dolores (1938-2018) y un hermano, José (1935).

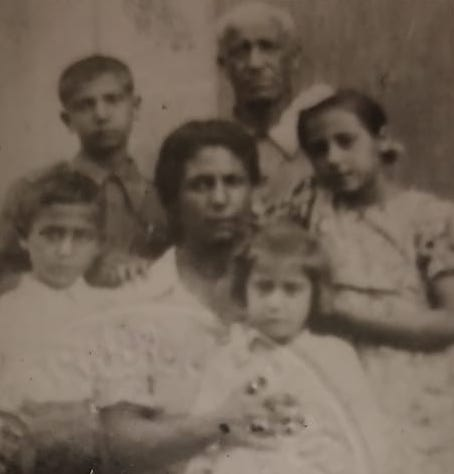
La familia Ruiz Miralles en 1949. A la izquierda su hermano José, a la derecha sus hermanas María y Dolores. En el centro su madre, Antonia y arriba su padre, Juan Ruiz. A la izquierda de este, el artista Juan Ruiz Miralles.

### Juventud y primeras etapas de su aprendizaje
A la edad de nueve años comienza su vida laboral como aprendiz de barrilero, ayudando a fabricar toneles de madera para la exportación de la uva desde el puerto de Almería. Cinco años después, en 1944, con tan solo catorce años, se pasó a la pintura industrial y comenzó a trabajar en Moto-Aznar donde estuvo cuatro años. Al mismo tiempo que trabajaba, asistió a clases nocturnas de dibujo durante cinco cursos en la Escuela de Artes y Oficios Artísticos de Almería, obteniendo excelentes calificaciones en todas las asignaturas y ampliando sus estudios posteriormente en la Escuela Superior de Bellas Artes de Sevilla.
En estos años simultanea estos estudios con la ejecución de trabajos artísticos y decorativos de todo tipo. De esta época son los realizados en las iglesias de Huércal-Overa, Ohanes, Serón, Alhabia, Vélez-Blanco, y algunas otras.
La negación de una beca “por desafecto al Régimen” le impidió continuar allí su carrera artística. Esta frustración lo encaminará por la senda de la pintura decorativa.
Durante los años 1950-55 realiza diversos trabajos en una decena de iglesias, entre ellas las de San Pedro y San Sebastián, Gádor, y la cúpula del Sagrario de la catedral almeriense, algunas de ellas declaradas Monumentos Nacionales.
Posteriormente, realiza numerosos murales, casi un centenar, con diferentes estilos y diversas técnicas. Entre ellos, sobresalen los del Pantano de Cuevas del Almanzora, de 2000 y 7000 m², respectivamente.
Desempeñó el cargo de vocal por Almería de la Federación de Pintores y, durante veinte años de Andalucía, por elección en Málaga, Sevilla, Córdoba y Cádiz. Y fue Vicepresidente de esta Federación Nacional.
Como pintor, se inició con el grupo de indalianos bajo la mano de Jesús de Perceval, pero finalmente, se desligó del grupo. En su primera etapa artística se aprecia este influjo indaliano, con cuadros inspirados en Almería y en sus gentes. Más tarde, los óleos de Miralles se vuelven más plásticos, sin dejar de ser figurativos, su técnica con espátula le permite investigar y crear texturas acercándole a una pintura impresionista. Son de esta época sus numerosos bodegones, flores y marinas, pero cabe destacar sus cuadros de Bodas de Sangre y La Puerta Alpujarreña.
Su faceta como empresario lo mantuvo alejado de los canales expositivos de manera temporal, pero nunca dejó de pintar.
Fue pionero en el uso de nuevos materiales, como las palas de chumbera secas (pencas) e impermeabilizadas con ciertos tipos de barnices. Y participó en muestras de carácter moderno en diversos lugares de España y del extranjero.
Destacado deportista, fue también campeón regional y campeón y subcampeón de España de pesca submarina (1959-60). Está en posesión de más de sesenta medallas y trofeos, así como de diploma a la “marca más alta” obtenida en competiciones de rango nacional “1964 Trofeo Tritón”, mejor deportista 1971 y escafandrista de 1.ª, lo que le permitió recuperar del fondo del mar a tres víctimas en la inundación de 1969.
Actuó también como jugador de fútbol en primera regional (1957-70).
Como político, fue cogestor en el primer Plan General de Ordenación Urbana de la ciudad de Almería.
En plena cresta de la más agresiva ola especulativa, salvó del derribo al Teatro Cervantes, Mercado de abastos e impidió la edificabilidad de la Rambla y un segundo Toyo.
Retirado ya de la política y del mundo empresarial, se volcó en su obra pictórica, propiciando que el público pudiera admirarla en diferentes exposiciones realizadas en Almería.
Poco antes de su muerte, donó dos de sus obras, Atapuerca, al Museo de Almería; y Manantial, al Museo Doña Pakita. Durante toda su vida, luchó por un museo de pintores almerienses, desgraciadamente, no pudo ver su deseo finalizado, pues falleció el 6 de abril de 2015, poco antes de ver sus obras expuestas en estos lugares.
En su honor, lleva hoy en día su nombre la sala de exposiciones temporales del Museo de Almería.

## Obra

### Pintura
Miralles pintó alrededor de 500 cuadros, entre óleos y pencas, a lo largo de su carrera, además de decenas de ilustraciones para libros y carteles y una ingente cantidad de dibujos y pinturas murales. 

#### Pintura Mural

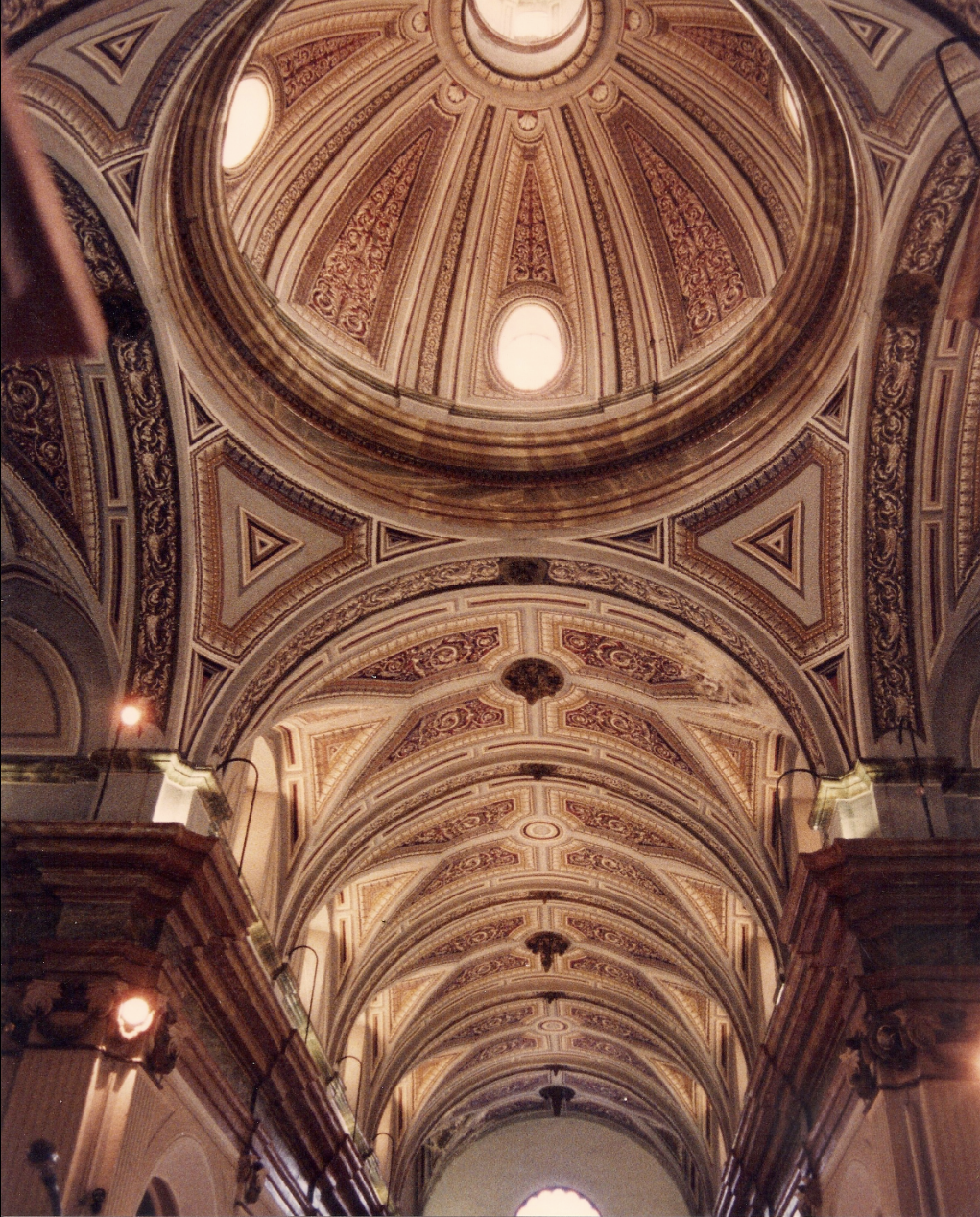
Pintura mural de la cúpula de la Iglesia de San Sebastián (Almería), realizada en la década de los años 1950.

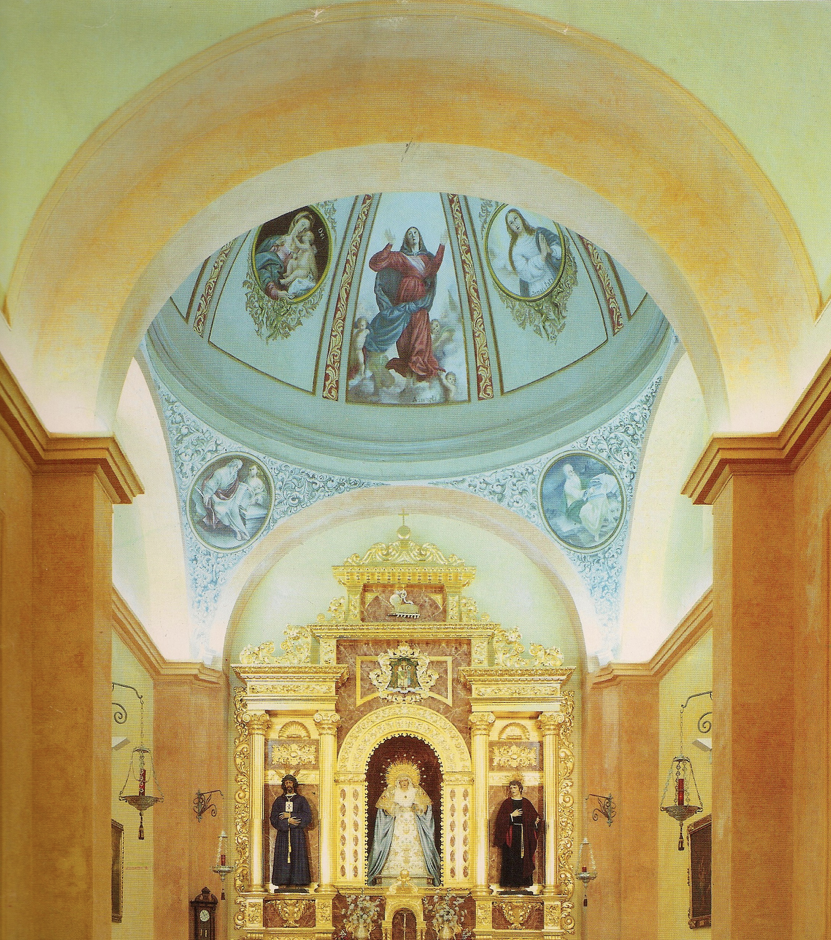
Pintura mural de la Capilla del Sagrario de la Catedral de Almería.

A continuación se detalla una lista de algunas de las pinturas murales más importantes realizadas por Miralles, en Iglesias, en la década de los 50.
- Catedral de la Encarnación de Almería (Capilla del Sagrario) (1947)
- Iglesia de San Pedro (Almería)
- Iglesia de San Sebastián (Almería)
- Parroquia de San José de Almería
- Parroquia de San Isidro Labrador de Almería
- Parroquia De Santiago Apóstol de Vélez Blanco (Almería)
- Parroquia Santa María de la Anunciación de Serón (Almería) (1952)
- Iglesia Parroquial de la purísima Concepción de Ohanes (1955)
- Iglesia Parroquial de nuestra señora del Rosario de Gádor (Almería) (1947)
- Iglesia de Alhabia (1956)
- Iglesia Parroquial De Santiago Apóstol de Terque (Almería)
- Iglesia Parroquial de Santa María de Urrácal (Almería)
- Parroquia Santa María de Somontín (Almería)
- Iglesia Parroquial de Nuestra señora del Rosario de Macael (Almería)
- Iglesia Parroquial de Nuestra Señora del Rosario de Lubrín (Almería)
- Iglesia de Santa María de Santa Cruz de Marchena (Almería)
- Iglesia de San Miguel de Celín (Almería)
- Iglesia parroquial de San Juan Bautista de Alboloduy (Almería)
- Iglesia de Santa María de Albox (Almería)
- Iglesia Nuestra Señora del Carmen de Cantoria (Almería)
- Iglesia de Nuestra Señora de la Encarnación de Tabernas (Almería)

## Exposiciones
- 1983-julio, Individual en Argar, Almería. 25 cuadros y 4 dibujos.
- 1984 Bienal, Almería.
- 1986 octubre. Exposición en Colegio de Arquitectos.
- 1987 Individual Sala Colegio de Arquitectos, Almería.
- 1990 Bienal, Almería.
- 1991 Individual en Sala Unicaja Almería. TC de José Andrés Díaz; Bienal, Cuenca.
- 1992 colectiva inauguración del Auditorio Maestro Padilla, Almería.
- 1992 agosto, X Bienal Internacional del Deporte en las Bellas Artes, Tecla Sala, L´Hospitalet, Barcelona. Seleccionadas sus obras “Maratón” y “Disco” (sesenta paisajes).
- 1993, 17-30 marzo, en Galería de Arte de Garay, de Caja Madrid, Madrid. TC del artista, de J.Andrés Díaz y de B. Marín.
- 1994 febrero-marzo, Seleccionada su obra “Palafito” para el 34 Certamen Nacional de Pintura: Caja San Fernando, Sevilla* Jerez: Bienal Internacional 94, 4/30 nov. 4/17 Sala del BBV, Almería: Exposición autores andaluces. (17: Participa Nané y Santander); VIII Premio Emilio Ollero, Instituto de Estudios Gienenses, Diputación de Jaén. Seleccionado su cuadro “Sed Bíblica”, Bienal de Arte Contemporáneo.
- 1995 Individual en Argar; Colegio Maestros P. Almer siglo XX.
- 1996 Bienal Arte Contemporáneo.
- 1997 Bienal Arte Contemporáneo; 3/8 abril 3ª ed. de Arte + Sur, Feria Internacional de Arte Contemporáneo (más de 400 artistas). Stand Meca Asoc; 14/24 abril, exposición de pintura homenaje a García Lorca, Escuela de Arte, Delegación Provincial de Educación y Ciencia, Almería. 3 Instrs. De Carmen Rubio Soler, de Miguel Ángel Blanco y de Antonio Zoido Naranjo. Expone “La noche de los caídos”, en materia vegetal, “Bodas de sangre” y “Bajo el Mulhacén”; 16 agosto al 3 de septiembre, I muestra de Arte Contemporáneo, Centro de Exposiciones Rodalquilar, Almería y Valencia; 5/31-12, Muestra de Arte Contemporáneo, Auditorio Maestro Padilla y Colegio de Arquitectos, Almería.
- 1998 La misma en Salamanca; I Muestra Certamen García Lorca; Expo, Barcelona; 14/24-4, Exp. de Pintura Homenaje a García Lorca, Escuela de Arte, Almería; 18/23-6 Feria Internacional de Arte Contemporáneo, Arte + Sur, Centro de Exposiciones RENFE, Málaga; 8/30 septiembre Exp. “Bodas de Sangre” Artistas contemporáneos con Lorca en Andalucía. Escuela de Arte de Almería. Patrocinada por La General de Granada. 40 participantes. El mismo TC en: “Artistas europeos con Lorca”, en Centro Cultural Lorca, Bruselas.
- 1998 Individual en Argar, Almería.
- 1999 5/9 mayo, Art. Expo, en Feria de Arte, Barcelona.
- 2005 Individual en Caja Granada, “Al dictado de la naturaleza”.
- 2005 “ 30 Artistas 3 generaciones: Respirando por la Herida”.
- 2006 Exposición Colectiva de Arte Contemporáneo.
- 2006 Bienal Internacional de Arte Contemporáneo Parque natural Cabo de Gata-Níjar. Almería 2006.
- 2007 Arte Gira 07.
- 2008-enero, Exposición Individual Auditorio de Roquetas de Mar.
- 2009 , Exposición Individual “Al dictado de la Naturaleza”, en el Museo Arqueológico de Almería.
- 2011, Participa en la película “A Simple Life” inspirada en uno de sus cuadros.
- 2013, Proyección de la película documental “A Simple Life” en el Museo de Almería.
- 2013, 11 de octubre-17 de noviembre, Exposición individual Antológica “ Pellizcos al Tiempo” en el Museo de Almería
- 2015, 29 de enero-1 de marzo, Exposición de Obra Inédita "La Expresión de la Tierra" en el Museo de Almería
- 2015, 22 de octubre-22 de diciembre, Exposición colectiva homenaje a Juan Miralles "Pintando su ausencia" Teatro auditorio de Roquetas de Mar
- 2016, Individual en Trino Tortosa, Almería.

## Palmarés
Juan Ruiz Miralles ganó más de 100 trofeos de pesca submarina. El siguiente palmarés incluye algunos de los premios obtenidos en sus distintas categorías. 
- Trofeo Costa del sol: 1950.
- Campeón Fiestas (Motril puerto): 1960.
- Trofeo Almería: 1963.
- Subcampeón quinto campeonato provincial (Almería): 1963.
- Copa Tritón: 1964.
- Campeonato de España de pesca submarina (San Sebastián): 1964.
- Campeón sexto campeonato provincial Almería: 1964.
- Trofeo Jaime de Foxa Torroba Conde de Rocamartí: 1965.
- Campeonato de EYD pieza mayor: 1965.
- Campeonato regional Costa del Sol: 1965.
- Trofeo (Almería): 1965.
- Trofeo (Almería): 1966.
- Trofeo Cofradía sindical cuarto campeonato: 1966.
- Campeonato España tercer puesto: 1966
- Campeonato Costa del Sol: 1967.
- Trofeo Invierno (Almería): 1967.
- Campeón campeonato de EYD: 1967.
- Campeón Fiestas de Invierno (Almería): 1967.
- Fiestas de Invierno pieza mayor (Almería): 1967.
- Campeón Provincial primera categoría (Almería): 1968.
- Trofeo sexto campeonato regional Almería: 1968.
- Trofeo bosque I (Almería): 1968.
- Trofeo centro cultural de los ejércitos octavo campeonato de España (Ceuta): 1968.
- Campeón primera categoría trofeo Roquetas de Mar: 1969.
- Campeón Fiestas de Invierno (Almería): 1969.
- Campeón pesca submarina (Almería): 1969.
- Subcampeón campeonato Roquetas de Mar: 1970.
- Combinada Mar, Motor y Nieve séptimo clasificado automóvil Club (Almería): 1970.
- Campeonato EYD pieza mayor: 1970.